# Betty Grable
Pour les articles homonymes, voir Grable.
Elizabeth Grable, dite Betty Grable, est une actrice, danseuse, chanteuse et pin-up américaine, née le 18 décembre 1916 à St Louis (Missouri) et morte le 2 juillet 1973 à Santa Monica (Californie).
Elle est mieux connue pour ses belles jambes généreusement exposées dans de luxueuses comédies musicales en Technicolor, jambes assurées pour un million de dollars par les studios 20th Century Fox. Sa photo en maillot de bain devint la plus populaire pour les soldats américains de la Seconde Guerre mondiale.

## Biographie

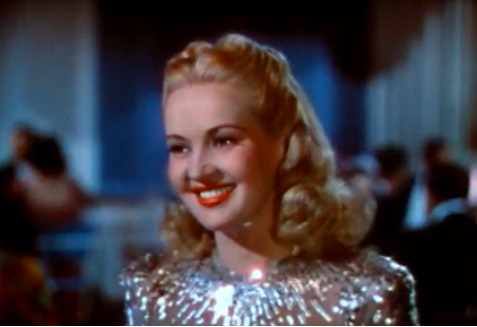
Dans Sous le ciel d'Argentine (1940).

Elizabeth Ruth Grable naît à St Louis (Missouri), de John Conn Grable et de Lilian Rose Hoffman. Ses ancêtres les plus récents étaient Américains, mais son héritage généalogique fait apparaître des souches hollandaises, irlandaises, allemandes et anglaises. Sa mère, qui souhaitait vivement faire une star d'une de ses filles, l'encouragea dans la carrière de comédienne. 

### Débuts difficiles
Betty Grable obtient son premier rôle de chorus girl dans le film Happy Days en 1929, à l'âge de treize ans, ce qui était alors illégal pour jouer ; mais comme toutes les filles se produisaient le visage très maquillé, il était impossible de savoir quel âge elles avaient réellement.
Pour son film suivant, sa mère essaya de lui obtenir un contrat en utilisant une fausse identité, mais quand cela fut découvert, Betty Grable fut renvoyée. Elle obtint finalement un rôle de Goldwyn Girl (en) dans Whoopee!, en 1930, dont la vedette était Eddie Cantor. Elle fait par la suite des figurations pour différents studios, jusqu'à la fin de la décennie, entre autres dans La Joyeuse Divorcée (1934) avec Fred Astaire et Ginger Rogers. En 1932, elle est la chanteuse de l'orchestre de Ted Fio Rito au côté duquel elle apparaît dans Les Gaietés du collège (The sweetheart of Sigma Chi, 1933).
En 1937, elle épouse Jackie Coogan, célèbre pour avoir joué le rôle du petit orphelin  que recueille Charlie Chaplin dans Le Kid. Mais Coogan est soumis à un stress très important du fait d'un procès qui l'oppose à ses parents concernant les gains qu'il a acquis dans son enfance ; le couple divorce en 1940.
C'est à cette époque, après une cinquantaine de rôles mineurs dans des films hollywoodiens des années 1930, que Betty Grable obtient finalement la consécration nationale grâce à son rôle à Broadway dans la pièce à succès de Cole Porter : La Du Barry était une dame (1939).

### La gloire
L'année de son divorce d'avec Jackie Coogan, elle obtient un contrat avec la 20th Century Fox et devient la star de la compagnie pour toute la décennie, grâce à de nombreux films musicaux en Technicolor destinés à soutenir le moral des soldats et de la population durant la guerre. L'on peut citer : Sous le ciel d'Argentine (Down Argentine Way, 1940) ; Soirs de Miami (Moon over Miami, 1941) (tous les deux avec Don Ameche) ; L'Île aux plaisirs (Coney Island, 1943) avec George Montgomery ; Pin Up Girl (1944) ; Broadway en folie (Diamond Horseshoe, 1945) avec Dick Haymes ; Les Dolly Sisters (1945) avec John Payne et June Haver ; et le film qui fut son plus grand succès commercial : Maman était new-look (Mother Wore Tights, 1947), qu'elle tourne avec son partenaire favori, Dan Dailey.

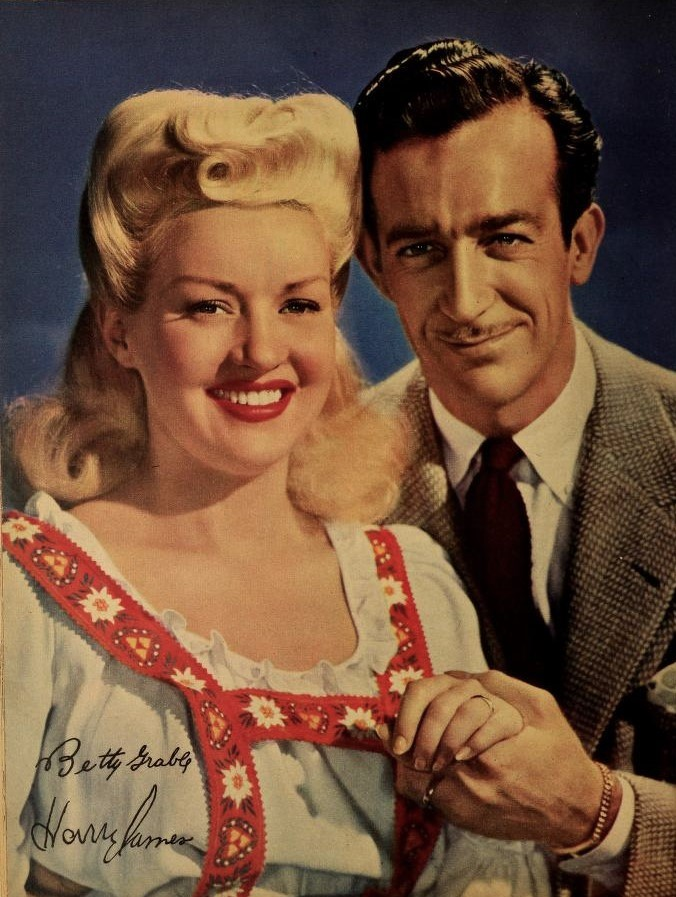
Betty Grable et son époux Harry James en 1944.

En 1943, Betty Grable se remarie avec le trompettiste Harry James qui lui donnera deux filles. Ils divorcent en 1965.

### La fameuse photo de pin-up
C'est pendant son règne de championne du box-office qu'elle pose en 1943 pour le photographe Frank Powolnyla qui prend une photo d'elle de dos en maillot de bain ajusté. Cette photo sera imprimée sous forme de poster et sera la plus demandée par les soldats américains qui combattaient outre-mer. Cinq millions d'exemplaires seront vendues, surpassant en nombre de ventes la célèbre photo de 1941 de Rita Hayworth en déshabillé noir sur son lit (prise par Bob Landry). Les pilotes vont peindre cette photo sur leurs avions, l’épingler sur leur blouson et dans leurs baraquements. Cette photo et ses films en couleur vont faire de Betty Grable un sex-symbol et la propulser au rang de pin-up numéro un — malgré la solide concurrence de Rita Hayworth, Dorothy Lamour, Veronica Lake et Lana Turner — et apporter rêve et évasion aux soldats américains pendant la Seconde Guerre mondiale.
Betty Grable est aussi au faîte de sa popularité dans son pays, plaçant un de ses films dans la liste des dix plus grands succès de l'année pendant dix ans. À la fin des années 1940, elle est la star féminine la mieux payée de Hollywood.

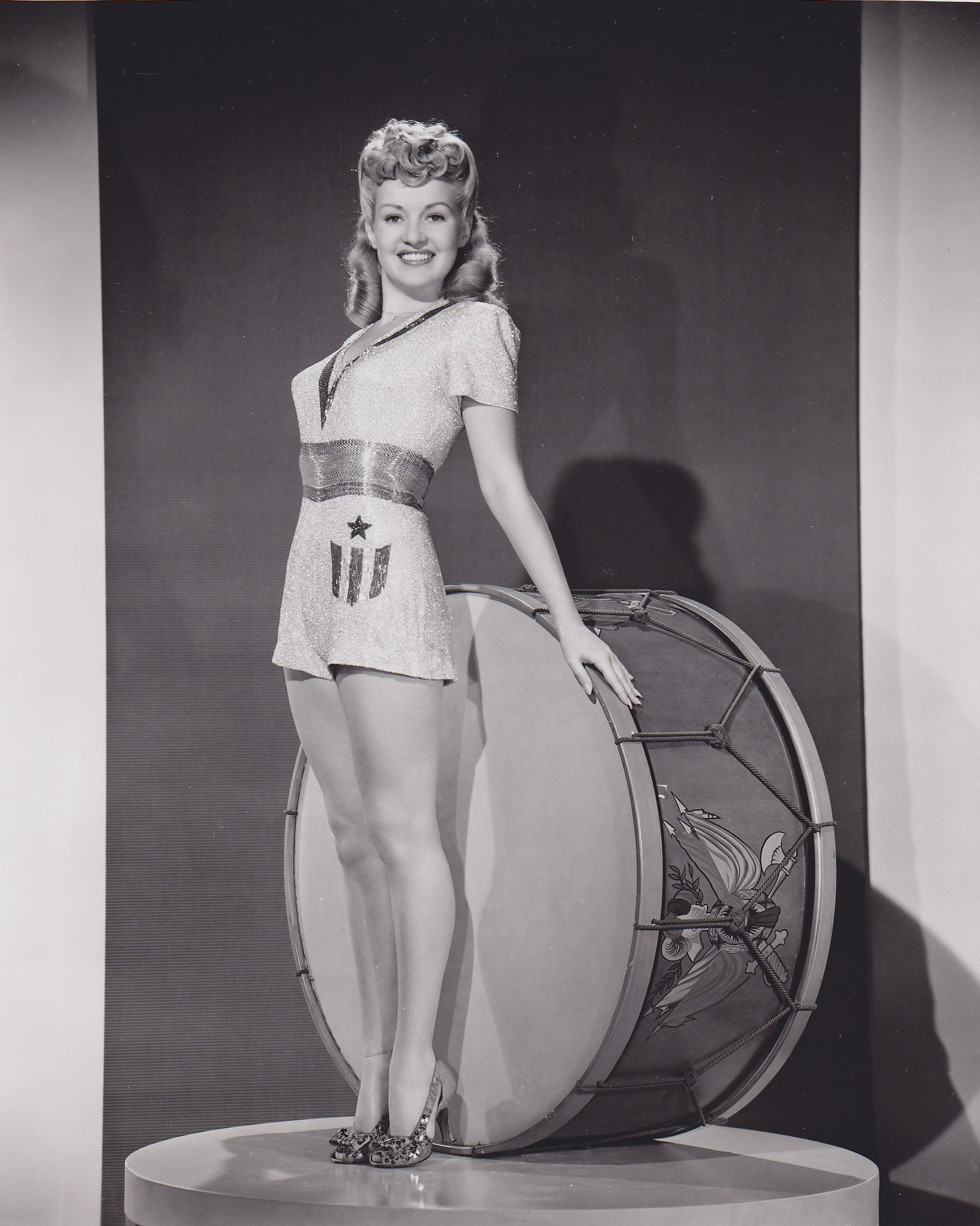
Betty Grable en 1943.

Le 15 janvier 1943, signe de consécration, elle laisse sur le parvis du Grauman's Chinese Theatre l'empreinte de ses mains dans le ciment, ainsi que l'empreinte de ses jambes à « un million de dollars », titre de l'un de ses films.
On peut relever, entre autres, parmi ses films d'après-guerre : La Dame au manteau d'hermine (That Lady in Ermine) d'Ernst Lubitsch et Otto Preminger (1948) avec Douglas Fairbanks Jr. ; À toi pour la vie (When My Baby Smiles at Me, 1948), de nouveau avec Dan Dailey comme partenaire ; La Rue de la gaieté (Wabash Avenue, 1950) avec Victor Mature, remake de L'Île aux plaisirs précédemment cité ; Trois gosses sur les bras (My Blue Heaven, 1950) et Meet Me After the Show (1951). Le chef du studio Darryl F. Zanuck produisait sa star numéro un dans de coûteux films en Technicolor et la maintenait constamment en activité (Betty Grable tourna près de vingt-cinq comédies ou films musicaux en treize ans). 

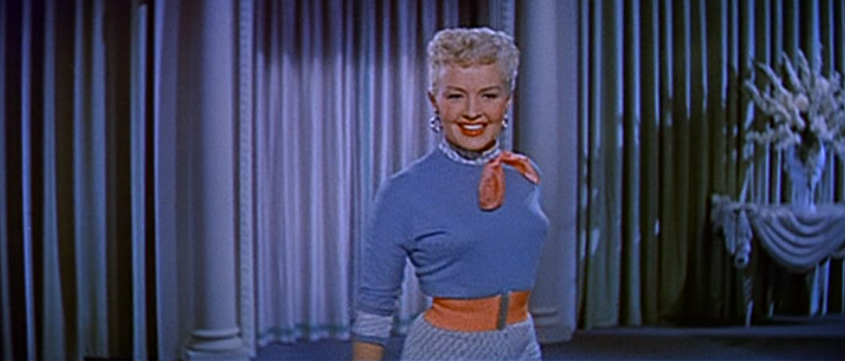
Dans Comment épouser un millionnaire (1953).

### Le déclin
À partir du début des années 1950, sa gloire et sa carrière déclinent. Son dernier grand succès sera Comment épouser un millionnaire (How to Marry a Millionaire), tourné en 1953 et où elle partage la vedette avec Marilyn Monroe et Lauren Bacall.
Betty Grable meurt en 1973 d'un cancer du poumon à l'âge de 56 ans.

## Filmographie

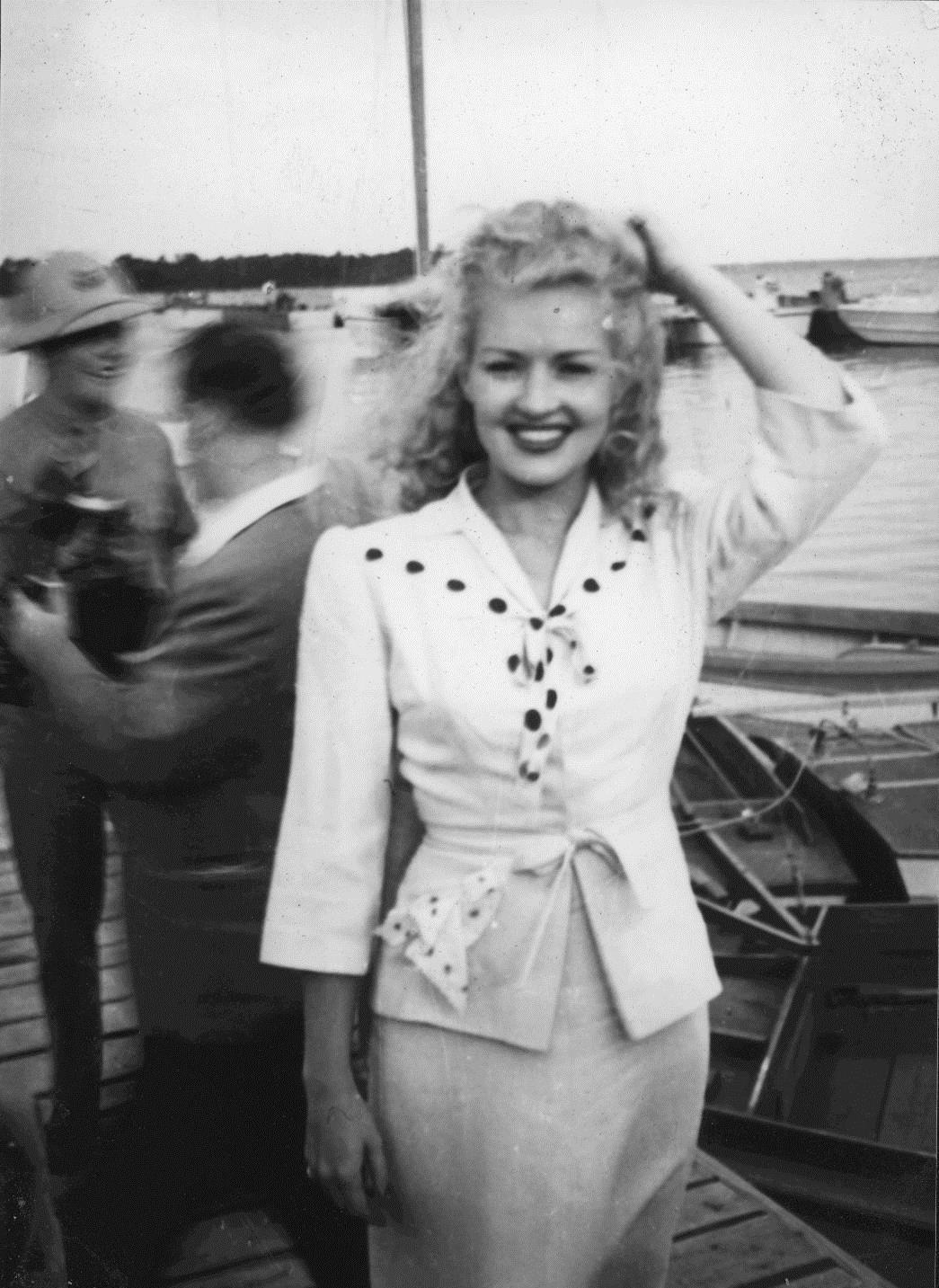
Betty Grable rend visite aux Marines à New River, en 1942.

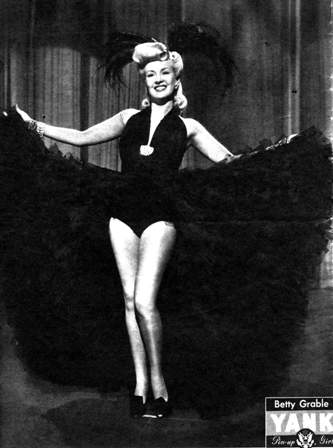
Betty Grable en 1943.

### Années 1930
- 1929 : Happy Days de Benjamin Stoloff : Chorus girl
- 1930 : Nuits de Californie (Let's go places) de Frank R. Strayer : Chorine (non créditée)
- 1930 : Whoopee! de Thornton Freeland : Goldwyn Girl (non créditée)
- 1931 : Kiki de Sam Taylor : Goldwyn Girl (non créditée)
- 1931 : Palmy Days, de A. Edward Sutherland : Goldwyn Girl (non créditée)
- 1932 : Mis à l'épreuve (Probation) de Richard Thorpe : Ruth Jarrett
- 1932 : Hold 'Em Jail, de Norman Taurog : Barbara Jones
- 1932 : Kid d'Espagne (The Kid from Spain) de Leo McCarey : Goldwyn Girl (non créditée)
- 1933 : Les Gaietés du collège (The Sweetheart of Sigma Chi) de Edwin L. Marin : chanteuse d'orchestre avec le trio "Fio Rito"
- 1933 : Cavalcade de Frank Lloyd : Une fille
- 1933 : Taxi Girls (Child of Manhattan) d'Edward Buzzell : Lucy McGonegle
- 1933 : Virginité  (What Price Innocence?) de Willard Mack : Beverly Bennett
- 1934 : Student Tour de Charles Reisner
- 1934 : La Joyeuse Divorcée (The Gay Divorcee) de Mark Sandrich : Une danseuse
- 1934 : Avec votre permission (By Your Leave) de Lloyd Corrigan  : Frances Gretchell
- 1935 : The Nitwits, de George Stevens : Mary Roberts
- 1935 : Collège rythme (Old Man Rhythm) de Edward Ludwig : Syvia
- 1936 : Collegiate de Ralph Murphy : Dorothy
- 1936 : En suivant la flotte (Follow the Fleet) de Mark Sandrich : Une chanteuse
- 1936 : Gardez-les sous les verrous (Don't Turn 'em Loose) de Benjamin Stoloff : Mildred Webster
- 1936 : Parade du football (Pigskin Parade) de David Butler : Laura Watson
- 1937 : This Way Please, de Robert Florey : Jane Morrow
- 1937 : Romance burlesque (Thrill of a Lifetime) de George Archainbaud : Gwen
- 1938 : College Swing de Raoul Walsh : Betty
- 1938 : Give Me a Sailor d'Elliott Nugent : Nancy Larkin
- 1939 : Campus Confessions de George Archainbaud : Joyce Gilmore
- 1939 : L'Irrésistible Monsieur Bob (Man about Town) de Mark Sandrich : Susan Hayes
- 1939 : Million Dollar Legs de Nick Grinde : Carol Parker
- 1939 : The Day the Bookies Wept de Leslie Goodwins : Ina Firpo

### Années 1940
- 1940 : Sous le ciel d'Argentine (Down Argentine Way), de Irving Cummings : Glenda Crawford
- 1940 : Adieu Broadway (Tin Pan Alley) de Walter Lang : Lily Blane
- 1941 : Soirs de Miami (Moon over Miami), de Walter Lang : Miss Adams
- 1941 : Un Yankee dans la RAF (A Yank in the R.A.F.), de Henry King : Carol Brown
- 1941 : Qui a tué Vicky Lynn ? (I Wake up Screaming), de H. Bruce Humberstone : Jill Lynn
- 1942 : Filles des îles (Song of the Islands), de Walter Lang : Eileen O'Brien
- 1942 : Swing au cœur (Footlight Serenade), de Gregory Ratoff : Pat Lambert
- 1942 : Ivresse de printemps (Springtime in the Rockies), de Irving Cummings : Vicky Lane
- 1943 : L'Île aux plaisirs (Coney Island), de Walter Lang : Kate Farley
- 1943 : Rosie l'endiablée (Sweet Rosie O'Grady), de Irving Cummings : Madeleine Marlowe/Rosie O'Grady
- 1944 : Pin Up Girl, de H. Bruce Humberstone : Lorry Jones
- 1945 : Broadway en folie (Diamond Horseshoe), de George Seaton : Bonnie Collins
- 1945 : Les Dolly Sisters (The Dolly Sisters), de Irving Cummings : Yansci 'Jenny' Dolly
- 1946 : Voulez-vous m'aimer ? (Do you love me ?) de Gregory Ratoff : (non créditée)
- 1947 : L'Extravagante Miss Pilgrim (The Shocking Miss Pilgrim), de George Seaton : Cynthia Pilgrim
- 1947 : Maman était new-look (Mother Wore Tights), de Walter Lang : Myrtle McKinley Burt
- 1948 : La Dame au manteau d'hermine, de Ernst Lubitsch et Otto Preminger : Francesca/Angelina
- 1948 : À toi pour la vie (When My Baby Smiles at Me) de Walter Lang : Bonny Kane
- 1949 : Mam'zelle mitraillette (The Beautiful Blonde from Bashful Bend), de Preston Sturges : Francesca/Angelina

### Années 1950
- 1950 : La Rue de la gaieté (Wabash Avenue), d'Henry Koster : Ruby Summers
- 1950 : Trois gosses sur les bras (My Blue Heaven) de Henry Koster : Kitty Moran
- 1951 : Aventure à Tokyo (Call Me Mister), de Lloyd Bacon : Kay Hudson
- 1951 : Folies de Broadway (Meet Me After the Show), de Richard Sale : Delilah Lee
- 1953 : La Jolie Batelière (The Farmer Takes a Wife) d'Henry Levin : Molly Larkin
- 1953 : Comment épouser un millionnaire (How to Marry a Millionaire), de Jean Negulesco : Loco Dempsey
- 1955 : Tout le plaisir est pour moi (Three for the Show) de H. C. Potter : Julie Lowndes
- 1955 : Deux Filles en escapade (How to Be Very, Very Popular) de Nunnally Johnson : Stormy Tornado